# 上海试剂总厂旧址
上海试剂总厂舊址是位於中華人民共和國上海市普陀區的歷史建築。

## 歷史
1946年，中央制药公司在陈家渡并购哈门药厂。1954年，中央制药厂和酒精厂、醋酸厂合并成立化学试剂厂，1958年工厂规模扩大，厂区占地面积93505平方米，建筑面积23776平方米，职工1339人。1965年改为上海试剂总厂。2003年试剂厂停产，上海试剂总厂旧址先後改造为长风生态商务区、长风湾烟囱广场、长风2号绿地。旧厂房以及62米高的旧煙囪（上海试剂总厂烟囱）保留，旧厂房改建为上海遊艇會辦公地址、酒吧、餐厅、展厅和会所，苏州河沿线改造为游艇码头。